# Vatapa tumidosa
Vatapa tumidosa är en plattmaskart som beskrevs av Ronald Sluys och Ball 1989. Vatapa tumidosa ingår i släktet Vatapa och familjen Uteriporidae. Inga underarter finns listade i Catalogue of Life.